# О’Шонесси, Хью
Хью О’Шонесси (англ. Hugh O'Shaughnessy) — британский журналист и писатель, более 40 лет работающий для таких изданий как The Observer, The Independent, Financial Times, The Guardian, New Statesman и другие по различным проблемам Латинской Америки.

## Краткая биография
Хью О’Шонесси — автор нескольких книг, в том числе о вторжении США на Гренаду, диктаторском режиме Пиночета и политике парагвайского президента Фернандо Луго. Был знаком с президентом Чили Сальвадором Альенде.
Лауреат различных журналистских наград, в том числе двух British Press Awards, Maria Moors Cabot Prize за вклад в межамериканское взаимопонимание 1986 г. и Wilberforce Medallion Кингстон-апон-Халла, а также был отмечен школой журналистов Колумбийского университета.

## Личные оценки
Семилетие чилийской хунты Хью О’Шонесси отметил следующими словами: «Сантьяго похож на некрасивую женщину, которая прибегает ко всевозможным косметическим ухищрениям, чтобы выглядеть лучше. Фасады зданий правительственных учреждений заново покрашены и по вечерам подсвечиваются прожекторами. Метрополитен чистый, действует быстро, витрины дорогих магазинов сверкают… В то же самое время в Сантьяго живут дети, ничего не знающие о своих родителях, голодные дети, дети с глазами, полными страха…».

## Книги
- The Priest of Paraguay. Zed Books. 2009
- Chemical Warfare in Colombia: The Costs of Coca Fumigation. LAB Short Books. 2005 (в соавторстве с Сью Бранфорд)
- Pinochet: The Politics of Torture. Latin America Bureau. 1999
- Around the Spanish Main Travels in the Caribbean and the Guianas. Ebury Press. 1991
- Latin Americans. BBC Books. 1988
- Grenada: An Eyewitness Account of the U.S. Invasion and the Caribbean History That Provoked It. Dodd Mead. 1985
- Grenada: Revolution, Invasion and Aftermath. H. Hamilton with The Observer. 1984
- Towards a Democratic Central America. Fabian Society. 1984